# Chlamyphorus truncatus
El pichiciego menor (Chlamyphorus truncatus) es una especie de mamífero cingulado de la familia Chlamyphoridae. No se conocen subespecies y es la única especie del género Chlamyphorus.

## Características
El pichiciego menor es el más pequeño de los armadillos (7 a 11  cm de largo, excluyendo la cola). Es de un pálido color rosado, con pelos blancos en el vientre. Habita en la región central de Argentina donde encuentra pastos duros, en planicies arenosas con arbustos y cactus.
Es un animal nocturno. Excava sus madrigueras en la tierra, generalmente cerca de hormigueros. Se alimenta principalmente de hormigas y sus larvas, y a veces también de gusanos, caracoles, otros insectos, y varias plantas y raíces. Cuando se siente amenazado, cava en la tierra a gran velocidad hasta enterrarse por completo. 
La conformación de la coraza dorsal favorecería no solo la protección frente a depredadores, sino también ventajas en el desplazamiento por entornos subterráneos.La doble capa de piel que presenta esta especia se diferencia del resto de los armadillos, por la flexibilidad y fineza de los osteodermos y la presencia de pelos en las bandas móviles posteriores y en la sección del escudo pélvico.
Desde 1970 el pichiciego menor está en la lista de especies en riesgo de extinción. Su principal problema es la destrucción de su hábitat por el avance de los cultivos. Por esta razón, y por sus hábitos nocturnos, los animales son raros de ver. No hay esfuerzos serios por preservar la especie.
La provincia de Mendoza en Argentina lo declaró monumento natural provincial por la ley n.º 6599 sancionada el 12 de mayo de 1998.
El pichiciego menor es mamífero, pero no se sabe cuántas crías puede gestar, ni cuánto se extiende su periodo de formación.

## Información de evaluación
Está catalogado como Datos Insuficientes porque hay poca información sobre el estado de la población de esta especie, y su biología y ecología son poco conocidas. En toda su área de distribución existe una degradación extensa del hábitat, especialmente de la cría de ganado vacuno y caprino, pero el efecto real sobre la población no se comprende bien. La recolección de individuos para mantenerlos como mascotas o venderlos en el mercado negro amenaza cada vez más a la especie, ya que no sobrevive en cautiverio. La especie sigue siendo una prioridad para el trabajo de prospección adicional, ya que la disponibilidad de información adicional puede mostrar que la especie requiere ser catalogada como Casi Amenazada o en una categoría de amenaza
Evaluaciones anteriores publicada en UICN:
- 2008/2010 - Datos deficientes (DD)
- 2006 - Casi amenazado (NT)
- 1996 - En peligro de extinción (EN)
- 1982/1986/1988/1990/1994 - Insuficientemente conocido (K)

## Rango geográfico
Esta especie de armadillo pequeña es endémica del centro de Argentina, donde se encuentra en las provincias de Buenos Aires (solo en la parte sur), Catamarca, Córdoba, La Pampa, La Rioja, Mendoza, Neuquén, Río Negro, San Juan y San Luis. Se produce desde el nivel del mar hasta los 1.500 m de altitud.

## Población
Es el más pequeño de todos los armadillos, el cual puede ser relativamente raro, pero no se sabe nada sobre el tamaño o la tendencia de su población. Los registros están muy aislados unos de otros. Se desconoce si la población de individuos está disminuyendo, pero se sabe que dicha población está fragmentada. 

## Hábitat
Esta especie nocturna poco conocida se encuentra en pastizales secos y llanuras arenosas con vegetación arbustiva, siempre en suelos arenosos.
Tipo de hábitat:
- Sabana.
- Arbustos.
- Pradera.
- Desierto.

## Amenazas y conservación
La conversión del hábitat debido a la agricultura (arado de campos) y la ganadería (compactación del suelo) son probablemente las amenazas predominantes a las que se enfrenta esta especie, pero la depredación de perros y gatos domésticos también está contribuyendo a su disminución. Además, la especie se recolecta ilegalmente para mantenerla como mascota o con la intención de venderla en el mercado negro, pero la gran mayoría de los especímenes retirados del medio silvestre mueren dentro de los 8 días.
La especie se recolecta ilegalmente para mantenerla como mascota, aunque no sobrevive mucho tiempo en cautiverio.
El armadillo está presente en varias áreas protegidas, incluido el parque nacional Lihué Calel en La Pampa (9,905 ha) y algunas áreas protegidas provinciales en Mendoza, como Bosques Telteca y la Reserva MAB Ñacuñán. Sin embargo, los modelos de distribución sugieren que en Argentina, esta es la especie de armadillo con el porcentaje más bajo de su rango (1.7%) dentro de los Parques Nacionales.
Existe legislación nacional y provincial específicamente para su protección, como la Ley Provincial 6.599 Mendoza. Se necesitan más estudios sobre el estado de la población, la demografía y la ecología de esta especie.
Las amenazas son:
- Agricultura y acuicultura (Cultivos anuales, perennes no maderables y ganadería).
- Uso de recursos biológicos (Cazar y atrapar animales terrestres).
- Especies, genes y enfermedades invasivas y otras problemáticas (Especies / enfermedades invasivas no nativas / exóticas).